# KkStB-Tenderreihe 41
kkStB-Tenderreihe 41 war die Bezeichnung einer Baureihe von Schlepptendern für Dampflokomotiven der kaiserlich-königlichen österreichische Staatsbahnen. Diese Tender stammten ursprünglich von der Böhmischen Westbahn (BWB).
Die BWB beschaffte diese Tender für ihre Lokomotiven 1881 (3 Stück) und 1888 (2 Stück) für ihre Lokomotiven der Reihe V (später kkStB 176).
Sie wurden von Ringhoffer in Prag-Smichov geliefert.
Nach der Verstaatlichung der BWB 1894 bekamen die Tender bei der kkStB die Reihenbezeichnung 41. Nach dem Ersten Weltkrieg kamen die Tender mit ihren Lokomotiven der Reihe 176 zu den Tschechoslowakischen Staatsbahnen.